# Lagia (Zypern)
Lagia (griechisch Λάγεια, türkisch Laya) ist ein Ort im Bezirk Larnaka in Zypern. Bei der letzten amtlichen Volkszählung im Jahr 2021 hatte der Ort 36 Einwohner.

## Lage

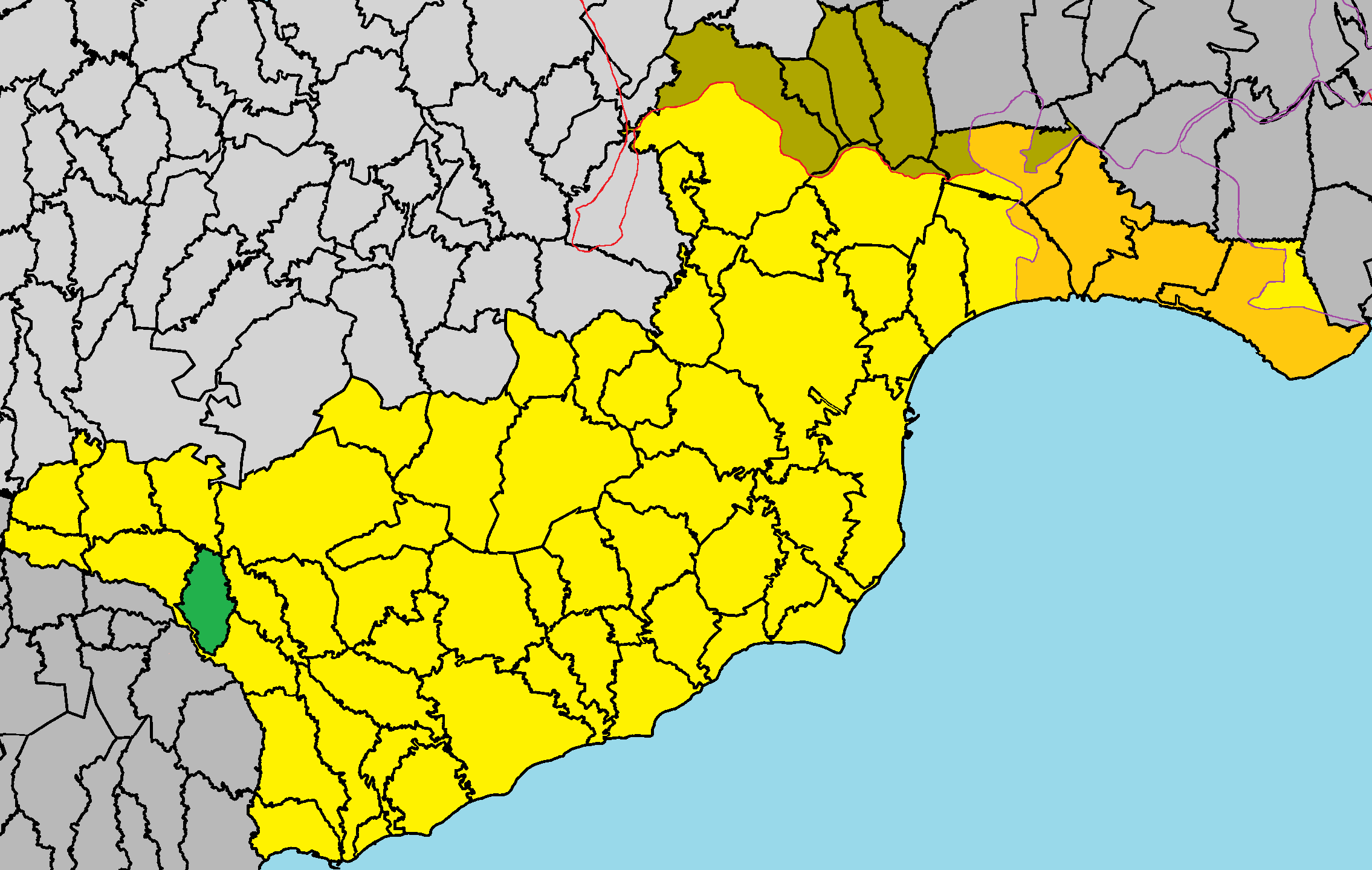
Lage der Gemeinde im Bezirk Larnaka

Lagia liegt in der südlichen Mitte der Insel Zypern auf 385 Metern Höhe, etwa 36 km südwestlich der Hauptstadt Nikosia, 33 km westlich von Larnaka und 24 km nordöstlich von Limassol.
Der Ort befindet sich etwa 14 km vom Mittelmeer entfernt in den südöstlichen Ausläufern des Troodos-Gebirges. Im Süden liegt ein Stausee, das Kalavasos Reservoir.
Orte in der Umgebung sind Vavatsinia im Norden, Pano Lefkara und Kato Lefkara im Nordosten, Kato Drys und Vavla im Osten, Akapnou im Bezirk Limassol im Westen sowie Ora und Agioi Vavatsinias im Nordwesten.